# Silheim
Silheim ist ein Ortsteil mit 428 Einwohnern (Stand Oktober 2023) der Gemeinde Bibertal im schwäbischen Landkreis Günzburg (Bayern). Anlässlich der bayerischen Gebietsreform wurde zum 1. Mai 1978 die ehemals selbständige Gemeinde Silheim mit anderen Gemeinden zur Einheitsgemeinde Bibertal zusammengeschlossen.

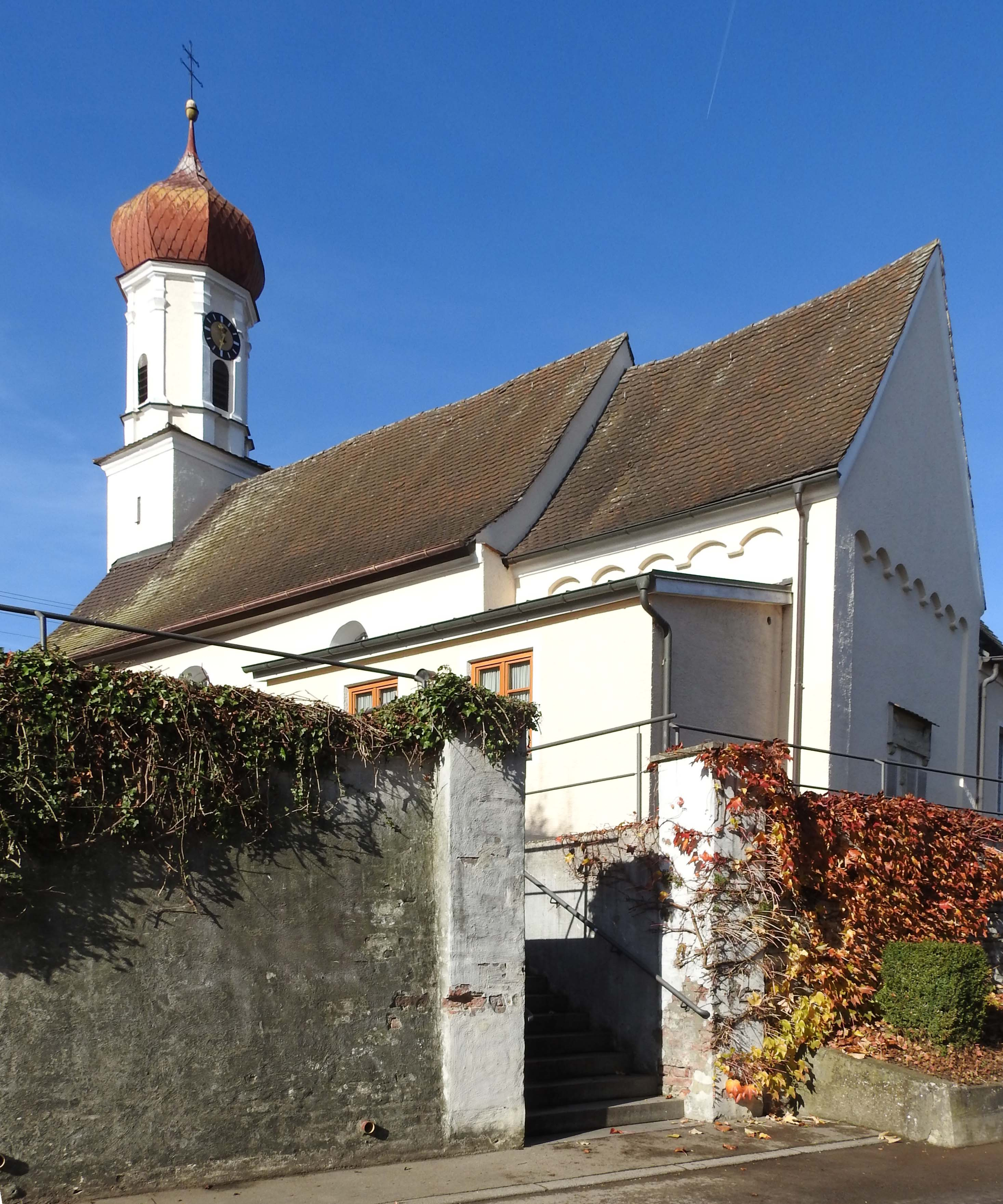
Kirche in Silheim

Das Kirchdorf ist über die Staatsstraße 2023 zu erreichen.

## Geschichte
Der Ort wird erstmals 1225 in einer Bestätigung der Besitzungen des Klosters Elchingen durch Papst Honorius III. genannt. Silheim gehörte lange Zeit zur Herrschaft Pfaffenhofen an der Roth.
Im Jahr 1978 kam der Ort vom Landkreis Neu-Ulm zum Landkreis Günzburg.

## Sehenswürdigkeiten
Siehe auch: Liste der Baudenkmäler in Bibertal#Silheim
- Katholische Kirche St. Apollonia, spätgotischer Bau
- Gasthof Zahn
- Feldkapelle an der Straße nach Großkissendorf, erbaut im 18. Jahrhundert

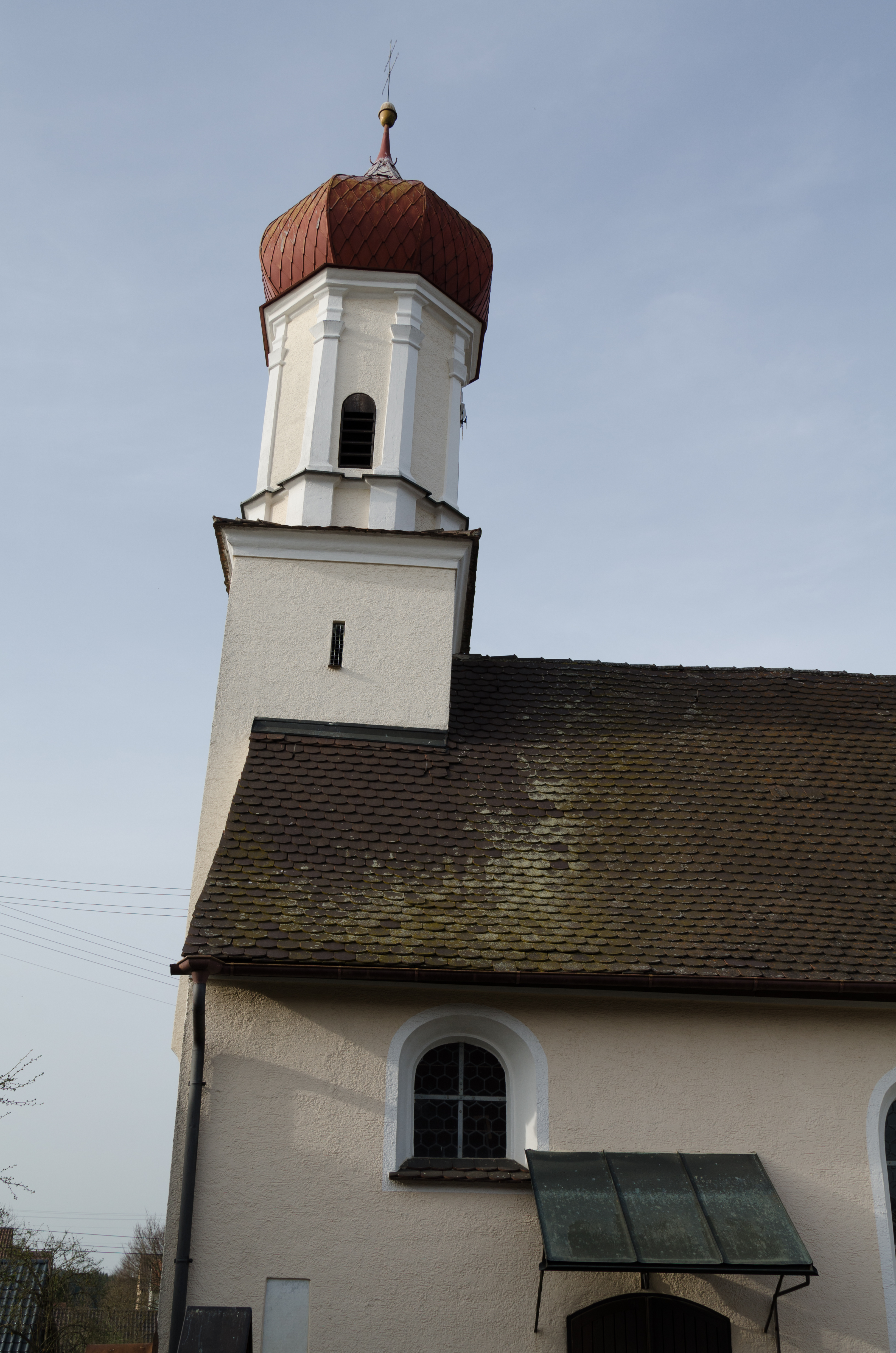
Kirche St. Apollonia